# Nestor Łakoba

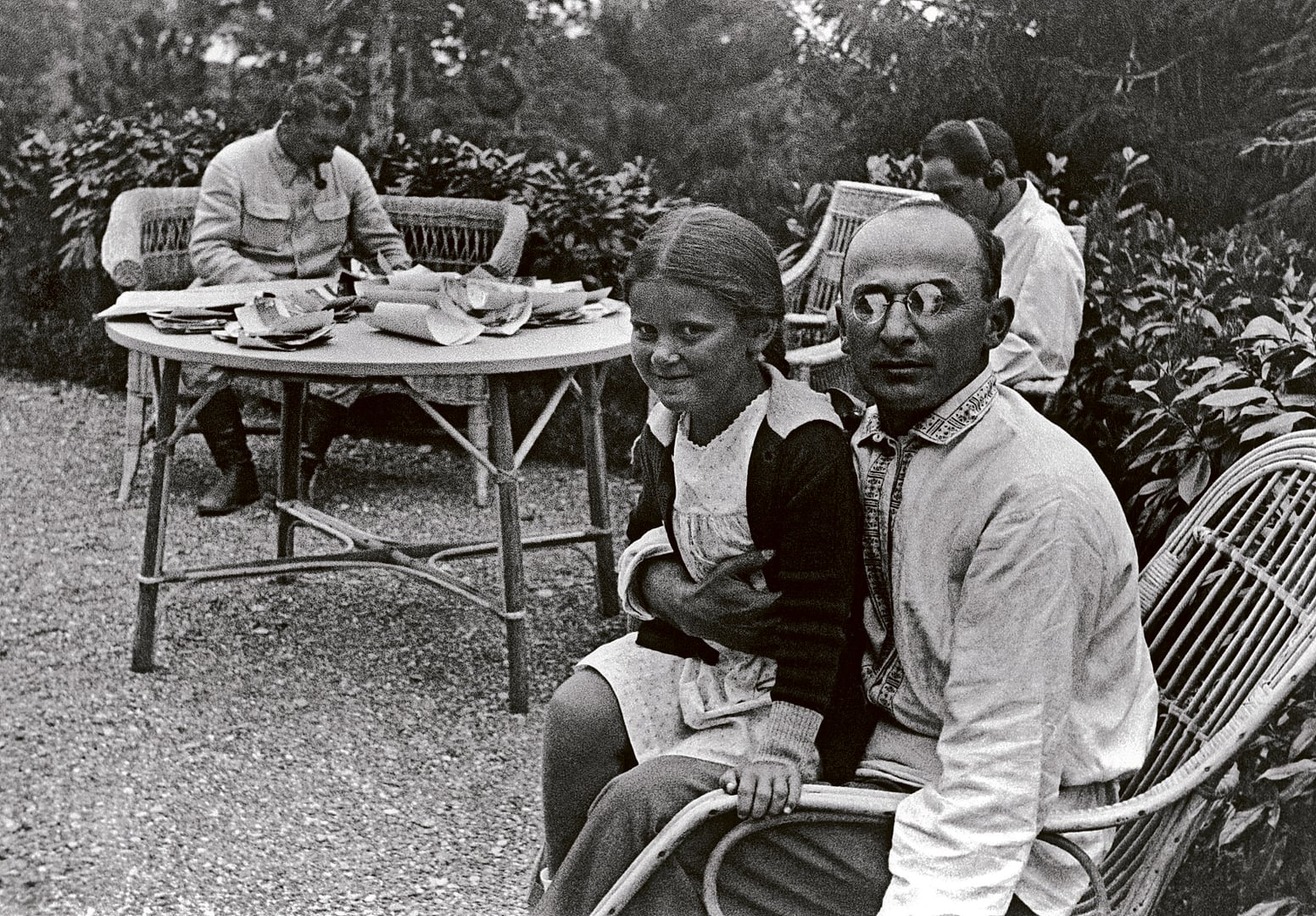
Ławrientij Beria z córką Józefa Stalina – Swietłaną Alliłujewą; na drugim planie Stalin (po lewej) i Nestor Łakoba (za Berią)

Nestor Apołłonowicz Łakoba, ros. Не́стор Аполло́нович Лако́ба (ur. 1 maja 1893 w Łychnach, zm. 28 grudnia 1936 w Tyflisie) – działacz bolszewicki, w latach 1922–1936 przewodniczący Rady Komisarzy Ludowych (rządu) Abchaskiej Socjalistycznej Republiki Radzieckiej, od 1931 wchodzącej w skład Gruzińskiej Republiki Radzieckiej jako Abchaska Autonomiczna Socjalistyczna Republika Radziecka.

## Życiorys
Urodzony w chłopskiej rodzinie w miejscowości Łychny w Abchazji. Uczył się, podobnie jak Stalin, w seminarium duchownym w Tyflisie, skąd w 1911 został usunięty. W następnym roku wstąpił do Socjaldemokratycznej Partii Robotniczej Rosji (frakcja bolszewików), działał w Abchazji, Adżarii i na północnym Kaukazie. W 1917 został delegatem na I Krajowy Zjazd Rad Kaukazu. Gdy po upadku caratu, w 1918, Gruzini powołali własną niezależną republikę, Łakoba został dowódcą bolszewickiego oddziału partyzanckiego, zwalczającego gruzińskie władze. Łakoba i jego podwładni działali m.in. w Abchazji, w Suchumi, a także w gruzińskim Batumi. Po zajęciu Gruzji przez wojska bolszewików (1921) został zastępcą przewodniczącego komitetu rewolucyjnego, a w lutym 1922 przewodniczącym Rady Komisarzy Ludowych Abchaskiej Republiki Radzieckiej. Od 1931 pełnił funkcję przewodniczącego Centralnego Komitetu Wykonawczego Abchaskiej Autonomicznej Socjalistycznej Republiki Radzieckiej. Był też członkiem Biura Komitetu Centralnego Komunistycznej Partii Gruzji.
Będąc faktycznym przywódcą Abchazji, Łakoba na początku lat 30. starał się chronić tamtejszą ludność chłopską przed represjami skierowanymi przeciwko kułakom, przez co popadł w konflikt z władzami Gruzińskiej Partii Komunistycznej. Jednak mając poparcie moskiewskiego kierownictwa partii, w tym Józefa Stalina i Sergo Ordżonikidze, nie wycofywał się ze swej polityki, zwłaszcza, że w budowanych przez siebie ośrodkach wypoczynkowych gościł na urlopach całą wierchuszkę bolszewickiego Kremla.
Sytuacja zmieniła się, gdy na Zakaukaziu coraz mocniejszą pozycję zyskiwał Ławrientij Beria, który od 1926 pełnił funkcję szefa tamtejszego OGPU, od 1931 był I sekretarzem Komitetu Centralnego Komunistycznej Partii Gruzji, a rok później został I sekretarzem Zakaukaskiego Komitetu Krajowego, zachowując stanowisko szefa gruzińskich bolszewików. Beria poznał Stalina dzięki swemu protektorowi, Gruzinowi Ordżonikidze, a gdy ten przeniósł się w 1926 do Moskwy, jego rolę przejął Łakoba. Jednak już w 1932, po spotkaniu ze Stalinem w Soczi, Beria uzyskał bezpośredni dostęp do Stalina, co stało się przyczyną upadku Łakoby.
Gdy Beria przejął rządy w Gruzji, zaczęła się między nim a Łakobą rywalizacja o względy Stalina, zaogniona decyzją Stalina o likwidacji odrębnej radzieckiej republiki abchaskiej i podporządkowaniu jej radzieckiej republice gruzińskiej (1931). W 1934 Łakoba opublikował książkę „Stalin i Haszim”, będącą pochlebną historią przedrewolucyjnej działalności Stalina. W odpowiedzi Beria, z pomocą usłużnych historyków, wydał pod swoim nazwiskiem książkę „Z dziejów organizacji bolszewickich na Zakaukaziu”, którą zadedykował „swojemu ukochanemu mistrzowi – Wielkiemu Stalinowi”. Zasługi Berii w sterroryzowaniu Gruzji oraz sfałszowana książka, umacniająca kult Stalina sprawiły, że Beria doczekał się kolejnego awansu, zostając członkiem Komitetu Centralnego WKP(b).
Gdy Stalin postanowił usunąć Jagodę ze stanowiska szefa NKWD (wrzesień 1936), jego następcą miał zostać, wedle pomysłu Stalina, Nestor Łakoba. Nie chciał on jednak przenosić się do Moskwy, miał bowiem plan ponownego przekształcenia Abchazji w pełnoprawną republikę radziecką. Te plany zaniepokoiły Stalina, który widział w tym niebezpieczeństwo dla swojej narodowościowej polityki wewnątrz ZSRR, a także zwróciły uwagę podejrzliwego dyktatora na wyjątkową pozycję Łakoby, którego krewni obsadzili w Abchazji wszelkie możliwe stanowiska.
Po powrocie z Moskwy Łakoba został zaproszony przez Berię na kolację do Tyflisu. Niechętnie pojechał do gruzińskiej stolicy, gdzie 27 grudnia 1936 był gościem Berii. Następnie w jego towarzystwie udał się do teatru, gdzie doznał mdłości. Następnego dnia rano, o godz. 4:20 Łakoba zmarł, przeświadczony, że został otruty przez Berię. Prasa poinformowała o ataku serca, co było wątpliwe, jednak Beria nie zezwolił na sekcję zwłok, a narządy wewnętrzne rozkazał spalić. Łakoba był pierwszym człowiekiem z bliskiego kręgu Stalina zamordowanym na jego rozkaz.
Po śmierci Łakoba został ogłoszony wrogiem ludu i trockistą. Beria wnet rozpoczął czystki wśród najwyższych funkcjonariuszy zakaukaskiej organizacji partyjnej, nie zapominając również o osobistych wrogach. Sam torturował członków rodziny Łakoby, jego dzieci i żonę, która przed śmiercią w wyniku tortur dostała pomieszania zmysłów.

## Odznaczenia
- Order Lenina
- Order Czerwonego Sztandaru